# Walter Ledesma Rebaza
Walter Ledesma Rebaza (Huamachuco, 29 de julio de 1943) es un general de brigada EP (r) y político peruano. Fue ministro de Defensa del Perú durante el gobierno de transición de Valentín Paniagua y uno de los militares que formaron parte de la oposición al gobierno de Alberto Fujimori.

## Biografía
Walter Ledesma nació en la ciudad de Huamachuco, ubicado en el departamento de La Libertad en Perú, el 29 de julio de 1943. Es hijo de Guillermo Ledesma, exsubprefecto del distrito de Huamachuco, y de América Rebaza.
Estudió en la Escuela Militar de Chorrillos, en la cual se formó como militar. Luego ascendió al grado de general de brigada de las Fuerzas Armadas del Perú.
Durante el gobierno de Alberto Fujimori, Ledesma fue unos de los militares que formaron parte de la oposición y que criticaron al régimen por el manejo de Vladimiro Montesinos, asesor presidencial de Fujimori, en las cúpulas militares.
En el año 1994, Walter Ledesma fue convocado por el diplomático Javier Pérez de Cuéllar para formar parte de la fundación de Unión por el Perú, partido político con el cual quería postular a la presidencia en las elecciones generales del año 1995. Ledesma ejerció como personero legal de UPP y como parte del equipo técnico de la candidatura de Pérez de Cuéllar, quien luego este último fue vencido por la reelección de Alberto Fujimori debido al manejo de los organismos electorales por parte del Servicio de Inteligencia Nacional del Perú (SIN).
En mayo de 1995, Walter Ledesma fue sentenciado por el Consejo Supremo de Justicia Militar a 40 días de prisión por haber criticado la conducción del jefe de las Fuerzas Armadas del Perú durante el conflicto armado con Ecuador. Tras su detención junto con los demás generales Carlos Mauricio Agurto y Luis Mellet Castillo, la Coordinadora Nacional de Derechos Humanos, Amnistía Internacional, así como Javier Pérez de Cuéllar y diversos miembros de la oposición criticaron la medidas calificándola como de ‘vengativa’ por parte del gobierno fujimorista. Posteriormente ese mismo año, Ledesma y los demás generales quedaron absueltos gracias a la controvertida ley de amnistía hecha por los congresistas del fujimorismo.
En el año 2000, Ledesma es invitado por Alberto Andrade, alcalde de la ciudad de Lima y candidato presidencial, para formar parte de su equipo técnico y a la vez ser uno de los candidatos de Somos Perú para el Congreso de la República. Sin embargo, Ledesma solo obtuvo votos de preferencia y no resultó elegido.
Ante el cuestionado tercer triunfo de Alberto Fujimori a la presidencia de la república, Ledesma apoyó la convocatoria de la Marcha de los Cuatro Suyos encabezada por Alejandro Toledo, líder del partido Perú Posible y excandidato presidencial.

### Ministro de Defensa
En noviembre del año 2000, el Congreso de la República declaró la vacancia presidencial por incapacidad moral contra Alberto Fujimori por su fuga hacia Japón y luego Valentín Paniagua, presidente del parlamento, asumió como presidente de la república por sucesión constitucional. Posteriormente el 25 de noviembre de ese mismo año, tomó juramento a Javier Pérez de Cuéllar como su nuevo presidente del Consejo de Ministros y también como su cánciller. Asimismo, Ledesma fue convocado y juramentado por el gobierno de transición para ejercer como titular del Ministerio de Defensa, en reemplazo del general Carlos Bergamino del gobierno fujimorista.
Durante su gestión como ministro, tuvo como objetivo la reorganización de las Fuerzas Armadas del Perú que habían sido manipuladas y deshonradas por Vladimiro Montesinos en el gobierno de Fujimori. También firmó el decreto que amnistiaba a los militares que participaron en el contragolpe de estado del año 1992 encabezado por el general Jaime Salinas.
Ledesma permaneció en el cargo hasta el final del gobierno el 28 de julio del 2001 y fue luego reemplazado por el congresista David Waisman en el gobierno de Alejandro Toledo.
Fue condecorado con la Orden Militar de Ayacucho en el grado de Gran Cruz. En el año 2003, Ledesma manifestó su apoyo a la labor de la Comisión de la Verdad y Reconciliación.